# موریس ویلکینز
موریس ویلکینز (انگلیسی: Maurice Wilkins؛ زاده ۱۵ دسامبر ۱۹۱۶ – درگذشته ۵ اکتبر ۲۰۰۴) یک دانشمند اهل نیوزیلند زاده انگلیس و زیست-فیزیک‌شناس و برنده جایزه نوبل بود. ایشان در دو رشته فیزیک و زیست تحقیق و آزمایش انجام می‌دادند که کمک شایانی به درک علمی تابندگی فسفرها و پراکندگی ایزوتوپ‌ها وها و میکروسکوپ نوری و اشعه ایکس کردند و همچنین به در گسترش رادار نیز شرکت داشتند.
ایشان با تلاش‌هایشان در زمینهٔ کشف ساختار دی‌ان‌ای در دانشگاه کینگ کالج لندن شناخته می‌شوند. تلاش‌های ویلکینز جهت شناسایی ساختار دنا به دو بخش مجزا تبدیل می‌شود. در اولین بخش در سال‌های ۱۹۴۸–۱۹۵۰ هنگامی که تحقیقات اولیه‌اش اولین تصویر واضح دنا به‌وسیلهٔ اشعهٔ ایکس را تولید کرد، در کنفرانسی در ناپولی در سال ۱۹۵۱ که جیمز واتسون در آن نیز شرکت داشت حضور یافت. در دومین بخش، سال ۱۹۵۱–۱۹۵۲ ویلکینز، «فرم بی»، ساختار دنای هشت پا که شکل X مانند داشت تولید کرد، شکل‌هایی که ویلکینز به واتسون داد موجب شد که واتسون در مورد او بنویسد که «ویلکینز… او توانسته به عکس‌های بسیار دقیقی از انعکاس اشعهٔ ایکس (از ساختار دنا) دست پیدا کند»